# BNS Prottoy
BNS Prottoy là một tàu chiến tên lửa Lớp 056 thuộc Hải quân Bangladesh.
Tàu được đóng tại Nhà máy đóng tàu Vũ Hán của Trung Quốc.

## Phục vụ
BNS Prottoy được đóng tại Nhà máy đóng tàu Vũ Hán, Trung Quốc vào ngày 30 tháng 12 năm 2014. Con tàu được chuyển giao cho Hải quân Bangladesh ngày 11 tháng 12 năm 2015. Tàu đến Chittagong, Bangladesh ngày 10 tháng 1 năm 2016. Vào ngày 19 tháng 3 năm 2016, bà được ủy nhiệm cho Hải quân Bangladesh.
Do thời tiết khắc nghiệt trong Vịnh Bengal, sáu tàu đánh bắt cá của Bangladesh với 90 ngư dân đi vào vùng biển Ấn Độ với tàu thuyền của họ bị hư hỏng. Vào ngày 21 tháng 8 năm 2016, BNS Prottoy cùng với con tàu cùng lớp BNS Shadhinota đã được gửi đến đó để cứu họ.
Con tàu tham gia vào Hội chợ Hàng hải và Không gian Vũ trụ Quốc tế Langkawi LIMA-2017. Cô ấy đã rời khỏi Malaysia từ Chittagong vào ngày 13 tháng 3 năm 2017.

## Thiết kế
Tàu dài 90 mét (300 ft) với tải trọng 1300 tấn. Tàu mang động cơ diesel song song với một cánh quạt đuôi có thể điều chỉnh khoảng cách có thể cung cấp đủ năng lượng cho tốc độ tối đa của tàu 25 hải lý trên giờ (46 km/h; 29 mph). Cô đã có hai trạm điện, trước đây và phía sau và cung cấp điện làm việc với một trong các trạm điện chìm. So với tàu thuyền buồm tròn truyền thống, con tàu được thiết kế với kiểu chữ V, có đường uốn cong ở đáy sao cho nó có thể đi thuyền với tốc độ cao ở các nước biển khơi. Tuy nhiên, con tàu không mang theo bất kỳ loại sonar nào để không có khả năng chống tàu ngầm. Kết quả là, cô sẽ chỉ hành động như một tàu hộ tống chiến tranh bề mặt thôi. BNS 'Prottoy' có một chiếc trực thăng trực thăng ở phía sau, có thể hỗ trợ máy bay trực thăng cỡ trung bình nhưng cô ấy không có hangar.

### Hệ thống điện tử
Tàu sử dụng radar SharpEye I-Band (X-band) và E-F-Band (S-band) từ Kelvin Hughes với phần mềm hiển thị chiến thuật MantaDigital. Những radar này được sử dụng cho các mục đích tìm kiếm và điều hướng trên mặt đất. Chúng cũng có thể được sử dụng để điều khiển và phục hồi trực thăng. Công suất truyền dẫn thấp của các radar này làm giảm xác suất đánh chặn bởi các hệ thống ESM.

### Vũ khí
Con tàu mang một H/PJ-26 76 mm súng chính được đặt phía trước. 2 x 2 ô C-802 tên lửa phòng không được lắp đặt trên tàu để chống lại vai trò bề mặt. Hai H/PJ-17 30 mm tháp pháo điều khiển từ xa tại công trình đường hầm như CIWS cho tàu. Với tên lửa phòng không, cô ta mang tám lỗFL-3000N hoạt động là phiên bản Trung Quốc của RAM.